# 457

## Esdeveniments
- Majorià és proclamant emperador de l'Imperi Romà d'Occident
- Flavi Valeri Lleó esdevé emperador romà d'Orient
- Khilderic I succeeix Meroveu com a rei dels francs (podria haver estat el 458).
- Hormizd III és coronat rei de Pèrsia.

## Necrològiques
- Marcià, emperador romà d'Orient.